# Bancroft (Ontario)
Bancroft es un pueblo canadiense situado en la provincia de Ontario.

## Superficie
Bancroft tiene una superficie de 227,54 km².

## Demografía
En 2021, tenía 4065 habitantes, una densidad poblacional de 17,9 hab./km², y 2007 viviendas.